# Wacław Starzyński

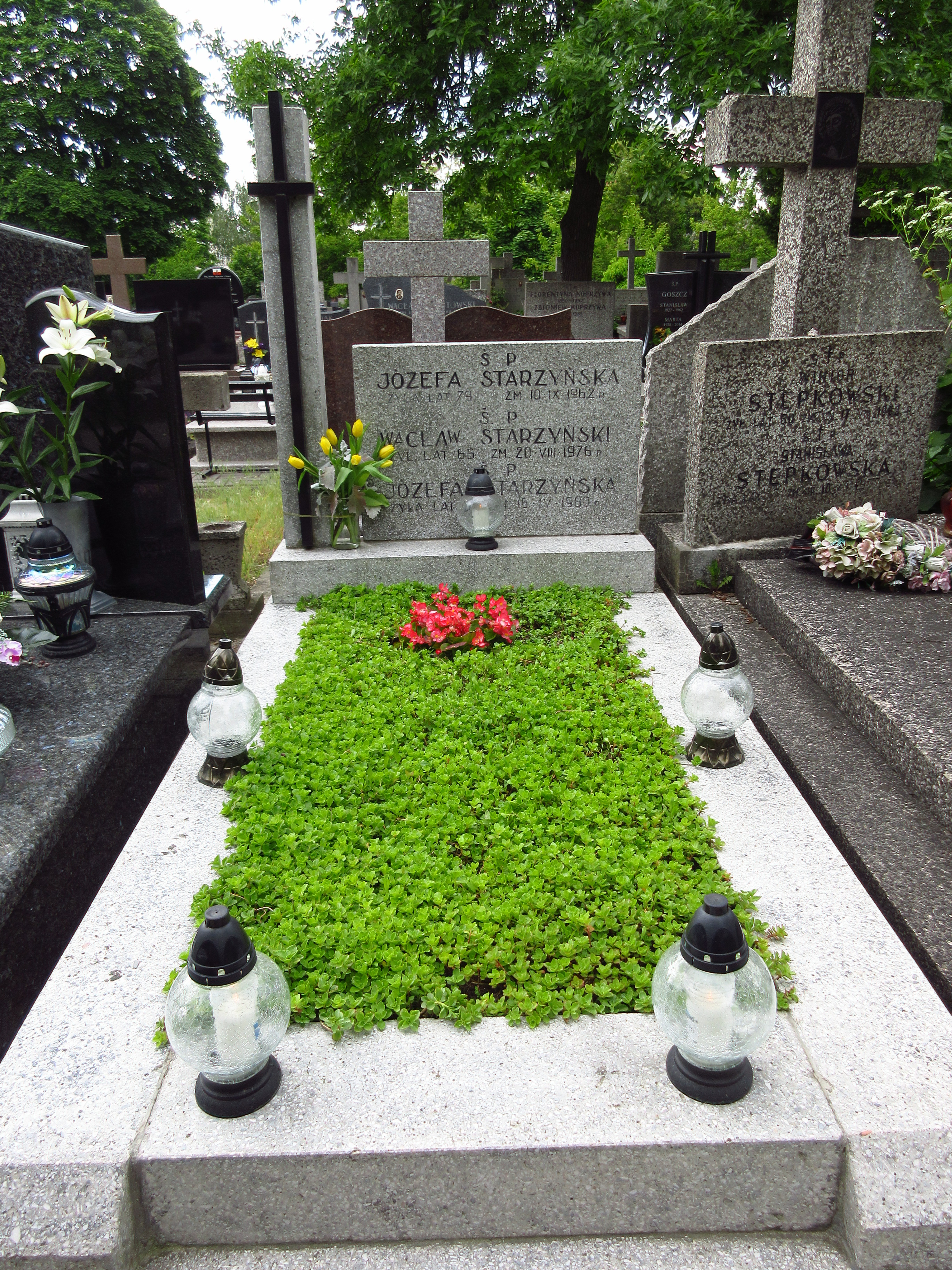
Grób Wacława Starzyńskiego na cmentarzu Bródnowskim

Wacław Starzyński (ur. 8 października 1910 w Pułtusku, zm. 20 sierpnia 1976 w Warszawie) – polski kolarz szosowy, olimpijczyk.
Startował w latach 1928–1948 (z przerwą w okresie wojny). Był mistrzem Polski w wyścigu przełajowym w 1936, a także w drużynowym wyścigu szosowym w 1938 (w barwach Syreny Warszawa) oraz w wyścigu torowym na 4000 m na dochodzenie (1937, 1938 i 1939, także w zespole Syreny).
W 1935 zajął 3. miejsce w Wyścigu Warszawa – Berlin. Startował na igrzyskach olimpijskich w Berlinie w 1936, gdzie zajął 16.–37. miejsce w wyścigu indywidualnym na szosie (168 km), a w klasyfikacji drużynowej reprezentacja Polski zajęła 6.–17. miejsce. Wystąpił na Mistrzostwach Świata w 1938 w Valkenburgu w wyścigu indywidualnym amatorów, ale go nie ukończył.
Był zawodnikiem klubów warszawskich: Legii, Fortu Bema, Syreny, a po wojnie BOS i Gwardii.
Był zawodowym kierowcą, m.in. w Radzie Państwa. Odznaczony Krzyżem Kawalerskim Orderu Odrodzenia Polski. Pochowany na cmentarzu Bródnowskim (kwatera 57K-3-26).